# Brent Aubin
Brent Aubin (* 18. Juni 1986 in Saint-Jérôme, Québec) ist ein kanadischer Eishockeyspieler, der seit Juli 2025 bei den Hannover Indians aus der drittklassigen Oberliga unter Vertrag steht und dort auf der Position des rechten Flügelstürmers spielt. Zuvor absolvierte Aubin über den Zeitraum von zehn Spielzeiten unter anderem 475 Spiele für den EHC Red Bull München sowie die Grizzly Adams/Grizzlys Wolfsburg und Iserlohn Roosters in der Deutschen Eishockey Liga (DEL).

## Karriere

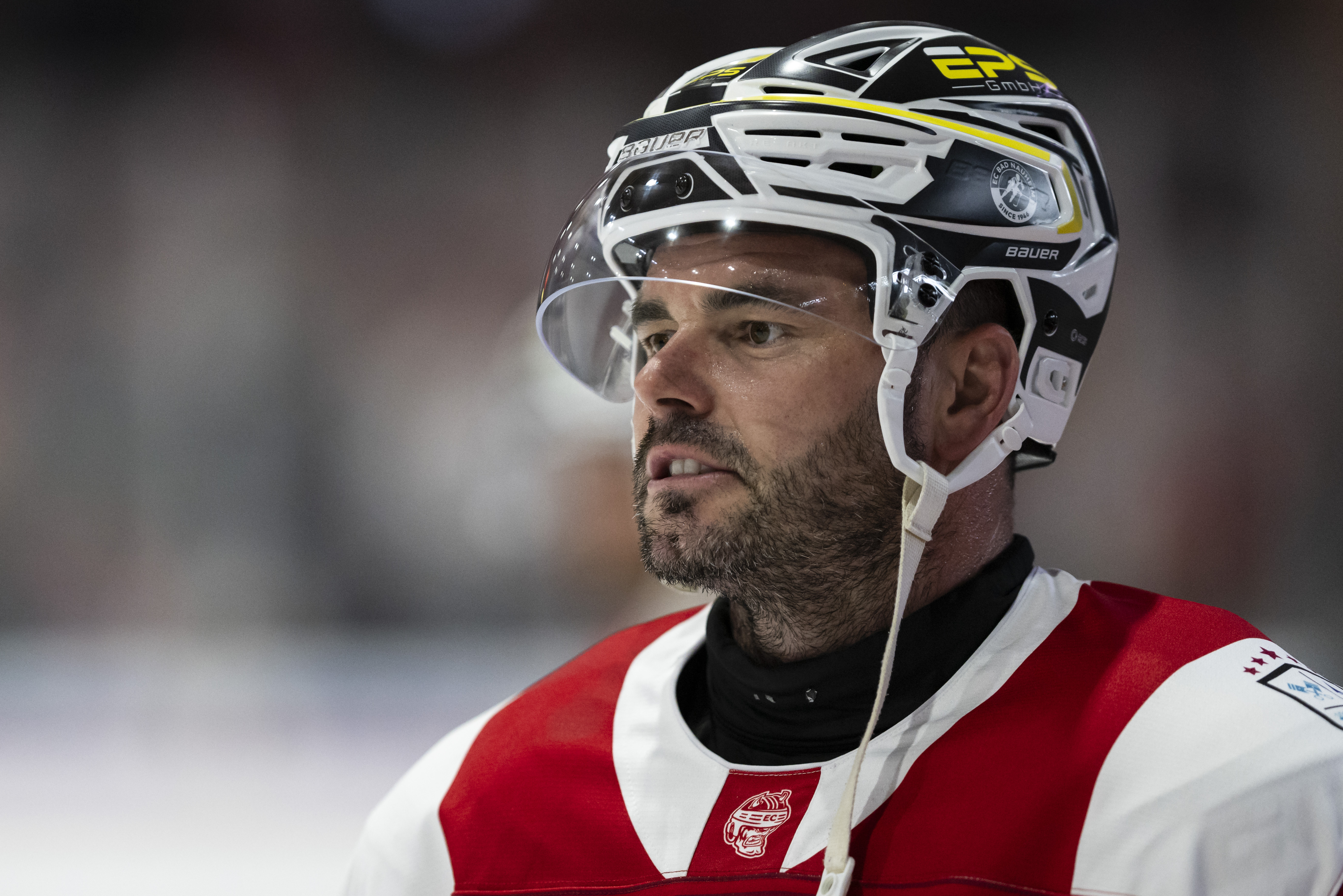
Aubin im Trikot des EC Bad Nauheim (2024)

Aubin begann das Eishockeyspielen 2001 bei den Amos Forestiers in der Québec Midget AAA Hockey League. Von 2002 bis 2007 spielte er in der kanadischen Nachwuchsliga Ligue de hockey junior majeur du Québec (LHJMQ) bei den Huskies de Rouyn-Noranda und Remparts de Québec. In der Saison 2006/07 fungierte Aubin außerdem als Mannschaftskapitän der Remparts und war teamintern erfolgreichster Punktesammler. Ligaweit belegte der Rechtsschütze mit 105 Zählern den sechsten Rang. Anschließend wechselte er 2007 in die American Hockey League  (AHL) zu den Toronto Marlies, bei denen er bis 2009 spielte.
Im Jahr 2009 wagte Aubin den Schritt nach Europa in die österreichische Erste Bank Eishockey Liga (EBEL) zum EC Red Bull Salzburg. Mit den Salzburgern gewann er in den Spielzeiten 2009/10 und 2010/11 die Österreichische Meisterschaft. Zudem spielte er in 14 Spielen für den EC Red Bull Salzburg in der European Trophy. Nachdem sein Vertrag beim EC Red Bull Salzburg nach der Saison 2011/12 nicht verlängert worden war, wechselte er mit einem Einjahresvertrag ausgestattet in die Deutsche Eishockey Liga (DEL) zum EHC Red Bull München. Nach einem sportlichen Umbruch bei den Bayern wurde sein auslaufender Kontrakt 2013 nicht verlängert. Im September 2013 schloss er sich den Grizzly Adams Wolfsburg an, wo er den verletzten Greg Moore ersetzen sollte. In den folgenden sieben Jahren spielte Aubin für die Grizzlys, gehörte dort stets zu den Leistungsträgern und Publikumslieblingen und erzielte 362 Partien 127 Tore für das Team. Zudem wurde er in den Jahren 2016 und 2017 jeweils Vizemeister mit den Wolfsburgern. Im März 2020 erhielt er keinen neuen Vertrag mehr in Wolfsburg und verließ den Klub.
Im September 2020 wurde der Kanadier von den Iserlohn Roosters, ebenfalls aus der DEL, verpflichtet und verbrachte dort zwei Spielzeiten. Im Sommer 2022 wechselte Aubin nach zehn Jahren in der DEL zu den Brûleurs de Loups de Grenoble aus der französischen Ligue Magnus. Mit der Mannschaft gewann er in seiner ersten Saison in Frankreich den Pokalwettbewerb und wurde darüber hinaus Vizemeister. Im folgenden Jahr verteidigte Aubin den Titel mit Grenoble, ehe er Ende Juli 2024 nach Deutschland zurückkehrte. Dort schloss sich der Kanadier für die Saison 2024/25 dem EC Bad Nauheim aus der DEL2 an. Zur Spielzeit 2025/26 wechselte er zu den klassentieferen Hannover Indians in die Oberliga.

## Erfolge und Auszeichnungen
| - 2006 Memorial-Cup-Gewinn mit den Remparts de Québec - 2010 Österreichischer Meister mit dem EC Red Bull Salzburg - 2010 Continental-Cup-Gewinn mit dem EC Red Bull Salzburg - 2011 Österreichischer Meister mit dem EC Red Bull Salzburg - 2011 European-Trophy-Gewinn mit dem EC Red Bull Salzburg | - 2016 Deutscher Vizemeister mit den Grizzlys Wolfsburg - 2017 Deutscher Vizemeister mit den Grizzlys Wolfsburg - 2023 Coupe-de-France-Gewinn mit den Brûleurs de Loups de Grenoble - 2023 Französischer Vizemeister mit den Brûleurs de Loups de Grenoble - 2024 Coupe-de-France-Gewinn mit den Brûleurs de Loups de Grenoble |

## Karrierestatistik
Stand: Ende der Saison 2024/25
(Legende zur Spielerstatistik: Sp oder GP = absolvierte Spiele; T oder G = erzielte Tore; V oder A = erzielte Assists; Pkt oder Pts = erzielte Scorerpunkte; SM oder PIM = erhaltene Strafminuten; +/− = Plus/Minus-Bilanz; PP = erzielte Überzahltore; SH = erzielte Unterzahltore; GW = erzielte Siegtore; 1 Play-downs/Relegation; Kursiv: Statistik nicht vollständig)